# Ratkin
Los Ratkin son una de las razas cambiantes del juego de rol Hombre Lobo: El Apocalipsis, de la editorial americana White Wolf.
En español, aparecen mencionados en algunos manuales como el "Libro del narrador" o "Hengeyokai". En inglés tienen más referencias en un libro llamado "Razas cambiantes" y en su propio suplemento "Ratkin".
En el universo ficticio de Mundo de Tinieblas los seres sobrenaturales caminan entre los hombres ocultos a la sociedad en un mundo similar al nuestro pero más oscuro y tétrico. En el "micro-cosmos" de Hombre Lobo los Garou u Hombres Lobo son la raza cambiaformas más extendida y dominante. Hace milenios que llevaron a la casi extinción al resto de razas durante el conflicto conocido como la Guerra de la Rabia. En la actualidad pueden ser la raza más extendida y activa, o eso creen ellos.
Ratkin ofrece una alternativa a los jugadores de Hombre Lobo para interpretar una de las razas supervivientes de la Guerra de la Rabia con una ambientación completamente distinta de lo habitual en una partida típica de Hombre Lobo. Los Ratkin no son los salvadores de la humanidad, sino su perdición; no son cazadores nobles, sino supervivientes rastreros y lunáticos. 

## Los Ratkin

### Historia

#### Inicio de los tiempos y el Impergium
Gaia creó a los Ratkin para que defendiesen el Kaos. En seguida supieron la mayor amenaza del miembro de la Triada no era el otro que el hombre, por ello dedicaron sus fuerzas en controlar la población humana evitando que esta se disparase hasta el punto de que la misma naturaleza no pudiese soportarla. Por aquel entonces los Ratkin cumplían, como cada una de las razas cambiantes, con su cometido diligentemente, devorando cosechas y transmitiendo enfermedades. Con el Impergium los Garou metieron sus hocicos en la sagrada función de los Ratkin, algo que nunca sentó bien a estos, como no lo hizo en los primeros que cada vez que fallasen cometiéndolo las ratas arreglasen sus errores. Las relaciones entre ambas razas nunca fue buena, siquiera antes de la Guerra de la Rabia.

#### La Guerra de la Rabia
La Guerra de la Rabia, como para el resto de razas cambiantes, supuso el fin del mundo conocido para los Ratkin. Suele contarse que los hombres ratas perdieron su 'aspecto' (el equivalente rátido al auspicio Garou) Galliard a los inicios de la contienda, debido a que sus "bardos" funcionaban habitualmente como diplomáticos frente las otras razas cambiantes, incluida la nación Garou. Aquella solo fue una de las muchas heridas que recibieron pero bien pudo ser una de las más absolutas e irreparables. Como muchos otros los Ratkin fueron empujados al borde de la extinción, incapaces de plantar cara a los hombres lobo. La única alternativa fue el exilio. Los hombres rata se ocultaron por completo bajo las ciudades humanas, muchos cruzaron la Celosía para buscar un hogar en la Umbra lejos de los Garou, incluidos los líderes de los Ratkin, los Señores de la Plaga. 

#### De la Concordia y el Exilio hasta la edad Moderna
Mientras que por aquel entonces los Garou acabaron con miles de años de barbarie con la Concordia, dejando a la civilización humana a su propia suerte, olvidándose por completo de las carnicerías que perpetraron sobre sus primos cambiantes y ocultándose de los humanos entre ellos, los Ratkin permanecieron exiliados. El exilio les cambió por completo para siempre. Donde los hombres lobo trataban de ser más humanos los hombres rata se dejaron dominar por su lado más salvaje y visceral. Muchos se perdieron a su lado espiritual convirtiéndose en meros espíritus. Durante mucho tiempo los Garou creyeron que, como muchas otras razas, los Ratkin se habían extinguido. Estaban equivocados. Miles de años sirvieron para recuperarse, reproducirse y repoblarse. De entre todas las razas cambiantes incluida los mismos Garou posiblemente sean los Ratkin la más numerosa de todas en los últimos días antes del Apocalipsis. Irónicamente en su locura los Ratkin siguen cumpliendo su antiguo deber hacia Gaia, aunque su objetivo nunca más sea el equilibrio. En un mundo superpoblado por el ser humano la única respuesta es la exterminación de la raza humana.

#### El Apocalipsis
A diferencia que la mayor parte de razas cambiantes occidentales los Ratkin tienen una visión del Apocalipsis más próxima a la de sus primos orientales, que consideran el mismo únicamente el fin de una era y el comienzo de otra, más que el fin de todo cuanto existe. No obstante las similitudes acaban ahí. Milenios de exilio devorados por la locura y un profundo sentimiento de traición han creado una línea de pensamiento basada exclusivamente en que el Apocalipsis traerá el fin de la era del hombre, y de rebote la de los Hombres Lobo, y dará comienzo la era de la rata. Mientras los Garou se preparan para la batalla final en la que el destino de Gaia estará en juego los Ratkin se preparan para conquistar los despojos de Gaia... y clamar venganza.

### Características
Entre las características singulares de los Ratkin todos ellos poseen una memoria de sangre, una memoria racial no tan poderosa como la de los Mokolé pero con capacidad suficiente para que sea frecuente entre los rátidos conocer el nombre de otros de su especie que jamás ha conocido en su primer encuentro o nunca poder perderse en un túnel por el que haya pasado otro Ratkin antes. Como los Garou sufren los mismos efectos al contacto con la plata y pueden caminar de lado viajando a la Umbra.
Lo que más destaque quizás es que los Ratkin no sufren su primer cambio con la pubertad como sus primos lobunos. Al contrario, todos los Ratkin a excepción de los Metis nacen como miembros de la parentela. Para que un parentela Ratkin cambie es preciso que sea contagiado de una enfermedad conocida como 'la Plaga Naciente' que solo los Ratkin pueden transmitir mediante la realización de un ritual (los Metis nacen contagiados). Dicha enfermedad es completamente mortal y solo puede ser curada por medios mágicos. Los demás cambiaformas son por naturaleza inmunes a la misma pero cualquier humano no parentela Ratkin contagiado morirá irremediablemente si no obtiene una cura. El índice de supervivencia incluso entre la parentela y los Metis es extremadamente reducido pero si el sujeto sobrevive a la enfermedad habrá pasado su primer cambio. Durante el proceso todos los Ratkin son bombardeados por imágenes y mensajes de su Tótem que los lleva a la locura irremediablemente. Es tal el grado de unión entre la enfermedad y los Ratkin que si alguien hallase el modo de curarla tras el cambio el Ratkin volvería a ser un mero miembro de la parentela (o en el caso de los Metis moriría irremediablemente) pero es un acto completamente fuera del alcance de ningún medio mundano. 
Los Ratkin tienen 4 aspectos sagrados (el equivalente rátido a los Auspicios Garou) provenientes de los tiempos del Impergium. A diferencia que los hombres lobo los aspectos no son decididos por fase lunar alguna, sino que cada Ratkin adquiere uno en el momento de su primer cambio en función de las visiones que tuviese durante el mismo. A cada nuevo Ratkin que regresa del exilio se descubren nuevos aspectos productos de conocimientos olvidados o cruces extraños. A dichos Ratkin se les suele denominar 'Freaks' y hacen parecer sano y cuerdo al Ratkin medio. 

#### Los aspectos
- Corredores de Túneles. Exploradores y espías de los Ratkin. Viven única y exclusivamente para viajar, ya sea en coche o cavando un túnel haciendo honor a su nombre. Sus rituales les permiten crear túneles espirituales, similares a pequeños pasos lunares del grosor de un roedor. Son incapaces de permanecer mucho tiempo en el mismo sitio y su modo de vida les imposibilita amasar fortuna alguna hasta haber adquirido reconocimiento suficiente. Tienen un "don" especial para adaptarse a cualquier cultura humana hasta el punto de parecer verdaderamente un nativo del lugar en el que se hallan de paso.
- Videntes de las Sombras. Guardianes del conocimiento oculto, son los hechiceros y sacerdotes de los Ratkin. Serenos en comparación a sus hermanos, valoran la sabiduría por encima de todo lo que no puede evitar acercarles más a la locura.
- Cuchillos-Merodeadores. Jueces, asesinos y verdugos de los Ratkin. Viven única y exclusivamente para la justicia, más concretamente SU justicia. Implacables y rastreros hacen pactos con cualquier criatura, Ratkin o no, dispuesta a pagar sus tarifas. Su profesionalidad es solo equiparable a su deslealtad. Un Merodeador hace lo necesario para impartir justicia, incluso matar a su cliente.
- Guerreros. Representaciones vivientes de la posición de Rata como Tótem de la Guerra los guerreros son combatientes experimentados en todo tipo de tácticas de batalla, desde la guerra de guerrillas a técnicas ninjas. Todo vale en la guerra es algo más que una frase en sus bocas.

#### Los aspectos 'Freak'
- Ingenieros Ratkin. Tocados por la Tejedora de una manera "particular", los Ingenieros Ratkin son el resultado a décadas de experimentación con roedores en laboratorios. Megalomaniacos, egocéntricos, curiosos... La genialidad tiene un precio. Ningún ingeniero está cuerdo. Puede que la humanidad termine por crear la máquina que destruya a sí misma pero serán los Ingenieros Ratkin quienes pulsen el botón.
- Señores de la Plaga. Los antiguos gobernantes de los Ratkin, fueron casi exterminados tras la Edad media, cuando sus plagas asolaron la tierra, ahora han vuelto. Su relación con el Wyrm es tal que ni los mismos Ratkins están seguros de para quien trabajan realmente. Un día con un sueldo en un laboratorio de Pentex al otro golpeando a la misma organización con sus nuevos conocimientos. Todo Señor de la Plaga está ligado a una enfermedad, de la cual es portador e, irónicamente, víctima, con la que pueden comunicarse, pedir consejo y ocasionalmente tienen que ofrecer algo a cambio. Todos y cada uno de ellos son descendientes de la Rata Negra (Rattus rattus) y, por alguna razón, metis.
- Munchmausen. Insanos de un modo que ningún otro hombre rata entiende todos los Munchmausen se consideran irremediablemente los mayores aventureros del mundo y viven su propia fantasía ajenos a la realidad. Mentirosos y cuentistas consumados los Munchmausen cuentan todo tipo de historias absurdas protagonizadas por ellos mismos y disfrutan respondiendo a las preguntas de los escépticos con respuestas aún más retorcidas que dan pie a nuevos relatos que engrandecen sus hazañas, a costa de la cordura de la audiencia. Todo Munchmausen tiene un talento natural para la narrativa, casi sobrenatural, capaz de convencer a multitudes de los relatos más estúpidos. Aunque cada Munchmausen se declarará heredero legítimo de una docena de casas reales y exiliado de los más variopintos reinos espirituales la opinión general y consensuada del aspecto (o al menos una de las más aprobadas entre ellos) es que son exiliados de Arcadia, la tierra de las hadas. Cabe mencionar que la veracidad de dicha afirmación es comparable a la del último Ratkin que dijo que la Luna está hecha de queso.
- Twitcher. Parias y exiliados solo existe un aspecto que no tenga cabida en la sociedad Ratkin. Los Twitcher son tachados de caóticos y peligrosos por una raza caótica y peligrosa. Paranoicos, homicidas, pirómanos y esquizofrénicos los miembros de este aspecto poseen una conexión con el Kaos y su propia rabia que hace parecer a cualquier Ratkin un cambiaformas tranquilo y al Garou Ahroun más colérico un monje budista. Mientras todos los Ratkin escuchan los mensajes de su Tótem durante el primer cambio los Twitcher lo escuchan siempre, voces de su "Dios Rata" que les manda mensajes constantes. Se ven a sí mismos como paladines del Kaos y a su alrededor solo ven enemigos. Todo Twitcher sufre algún tipo de paranoia incurable, las fobias a la tecnología son una marca de la casa y sus dones con los que son capaces de crear verdaderos infiernos de llamas con su misma rabia, la cual nunca parece agotarse, los convierten en bombas andantes. A diferencia que el resto de Ratkins los Twitcher no poseen un nombre, no hay memoria de sangre capaz de reconocer el nombre de uno de ellos, la marca del Kaos les protege de ser recordados por humanos o cambiaformas, suelen referirse entre ellos con nombres comunes como Johnny o Franky, tampoco suelen congeniar mucho entre ellos, si dos se encuentran es tan probable que se ayuden mutuamente como que traten de matarse entre sí.

#### Las razas
Homínido, metis y roedor. A diferencia que otras razas cambiantes (salvo los Rokea) los roedores son con diferencia la raza más común y numerosa entre los Ratkin en proporción. Salvando las distancias las tres razas son bastante similares a sus homólogas dentro de los otros cambiantes. Los metis poseen los mismos defectos de otras uniones entre cambiaformas, incluida su esterilidad, sin embargo, a diferencia de otros los metis Ratkin no sufren ningún estigma social por su condición (más allá de su incapacidad para reproducirse en una sociedad que vive por y para perpetuar la especie) ya que no es anatema la unión entre dos Ratkins. El dogma de los Ratkin es la supervivencia y aquellos Metis que superan el primer cambio son merecedores de respeto (un soldado más no deja de ser soldado). Si no lo fuesen o lo perdiesen estarían muertos.

## Enlaces
- Página oficial de White Wolf

- Datos: Q6100648